# I've Got You Under My Skin (Angel)
I've Got You Under My Skin conocido en América Latina como Estas Bajo Mi Piel y en España como Bajo Mi Piel es el décimo cuarto episodio de la primera temporada de la serie de televisión estadounidense Ángel. Escrito por David Greenwalt en compañía de Jeannine Renshaw fue dirigido por R.D. Price. Se estrenó originalmente el 15 de febrero de 2000.

## Argumento
Cordelia finalmente consigue que Ángel hable sobre la muerte de Doyle pero son interrumpidos cuando esta tiene una visión sobre los Anderson, una familia que al parecer necesita ayuda. Ángel junto a Wesley se dirigen al hogar de la familia a investigar un poco hasta que el vampiro rescata a Ryan Anderson de morir arrollado por un auto. Si bien Ángel se percata que el padre de la familia Seth parece estar ocultando algo, es Wesley el que le confirma a su jefe que hay un miembro de la familia poseído por Ethros, un demonio no corpóreo que disfruta de corromper la mente de sus víctimas.  
Creyendo que el poseído es Seth, Ángel aprovecha una invitación a cenar por parte de la madre, Paige, donde espera provocar al demonio para manifestarse en la persona poseída. Para sorpresa del vampiro es Ryan quien resultó ser el poseído y, con el apoyo de Seth, Ángel intenta exorcizar al niño. Mientras retienen a un poseído Ryan en el edificio de Ángel, el vampiro y Wesley buscan a un experimentado y legendario exorcista para que los ayude a realizar el exorcismo, pero para descontento de ambos, el exorcista está muerto y tienen que realizar el exorcismo por su cuenta. 
Luego de impedir que Ryan mate a su propia madre, Ángel y Wesley tratan de realizar el exorcismo mientras aguantan las burlas del demonio. Por otra parte, Cordelia busca una caja especial en una tienda mágica para contener el cuerpo de Ethros una vez que sea expulsado del niño. Durante el exorcismo Angel cae en la desesperación después de recibir un mensaje de Ryan que pide desesperadamente ayuda y de que Wesley caiga herido por el Ethros. Firmemente Ángel termina el ritual expulsando al Ethros quien no queda encerrado en la caja de Cordelia, al explotar en pedazos.   
Wesley investiga el rastro del demonio y Ángel determina que el Ethros ha tomado una forma corporal para poder recuperarse en un lugar con abundante sal. Ambos encuentran al demonio listos para eliminarlo pero antes de ejecutarlo se enteran de una terrible noticia: La víctima todo el tiempo y quien pidió ayuda anteriormente no fue Ryan sino el Ethros, quien se había quedado atrapado en el cuerpo del niño a quien describe como "un ser vacío y malévolo". En la residencia Anderson, Ryan, loco de celos por la "atención superior" que recibe su hermana Stephanie, provoca un incendio en el cuarto de su hermana esperando matarla. 
Ángel logra llegar a tiempo a la casa y ayuda a escapar a todos los Anderson incluyendo al maligno Ryan. El niño es llevado en custodia por las autoridades mientras Seth se muestra preocupado por el futuro de su hijo quien al parecer fue responsable de más homicidios en otros lugares. Seth le confiesa a Ángel que lo único que quería era mantener junta a su familia, algo en lo que Ángel esta de acuerdo con el y le comenta que lo logró.

## Elenco
- David Boreanaz como Ángel.
- Charisma Carpenter como Cordelia Chase.
- Alexis Denisof como Wesley Wyndam Pryce.

## Producción

### Redacción
Tim Menear confirmó que el tema del episodio es la familia nuevamente. Como puede verse a Ángel sufrir por la muerte de Doyle alguien parecido a un hijo y Seth Anderson sufriendo por haber perdido a su hijo. Tim comento: "Ambos están luchando duramente por mantener a su familia junta y no pueden evitar sentir culpa".